# Screwdriver

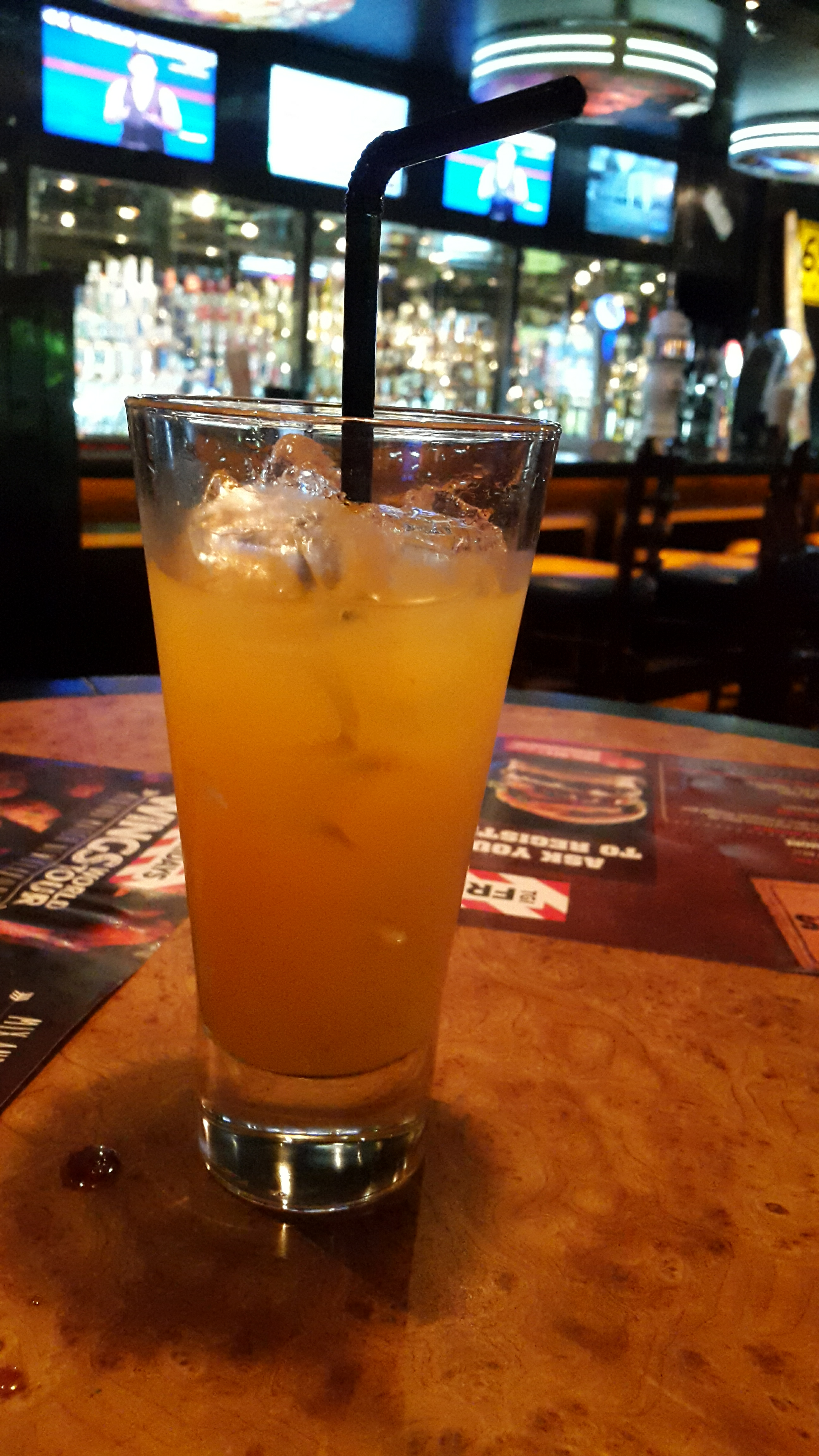
Screwdriver

Screwdriver (englisch für „Schraubenzieher“) ist ein Cocktail, der zu den Longdrinks gehört. Er besteht lediglich aus Orangensaft und Wodka, ungefähr im Verhältnis 2:1 bis 3:1, die in einem Longdrink- oder Highballglas auf einigen Eiswürfeln miteinander verrührt werden. Das Getränk ist heute vor allem im angelsächsischen Raum unter der Bezeichnung Screwdriver bekannt. Ansonsten heißt es oft nur Wodka Orange oder Wodka-O.

## Geschichte
Als Vorläufer gilt der Orange Blossom, ein einfaches Mixgetränk aus Gin und Orangensaft, das in den Jahren der Alkoholprohibition in den Vereinigten Staaten (1920–1933) beliebt war. Seinerzeit war oft nur mit einfachsten Mitteln hergestellter, so genannter bathtub gin („Badewannen-Gin“) verfügbar, dessen schlechten Geschmack man mit Säften und anderen Zutaten zu kaschieren versuchte. Orangensaft war damals oft in Dosen abgefüllt, und ein Schraubenzieher konnte als einfacher Dosenöffner dienen.
Oft wird der Name „Screwdriver“ auch mit amerikanischen Ölarbeitern in Verbindung gebracht, die ihren Drink mit einem Schraubenzieher umgerührt haben sollen.
In den 1940er Jahren nutzte John B. Heublein, Präsident des Spirituosenherstellers G. F. Heublein Brothers Inc., den Cocktail, um Wodka als Mix-Spirituose in den Vereinigten Staaten zu etablieren. Ende der 1930er Jahre hatte Heublein die Wodka-Marke Smirnoff erworben. Drinks wie der Moscow Mule oder der Screwdriver halfen, den Absatz zu steigern. Im Jahr 1967 überstieg der Wodka-Absatz erstmals den von Gin. Bekannt für seinen früheren Alkoholmissbrauch mittels Wodka-Orange ist der Musiker Keith Richards.

## Zubereitung
Die International Bartenders Association (IBA) führt den Screwdriver in ihrer Rezeptliste als „all day cocktail“ (Cocktail für den ganzen Tag) in der Rubrik „The Unforgettables“ (die Unvergesslichen). Dabei werden 5 cl Wodka und 10 cl Orangensaft in einem mit Eis gefüllten Highballglas vorsichtig miteinander verrührt und der Drink anschließend mit einer Orangenscheibe dekoriert. Fachsprachlich wird der Drink also „im Glas gebaut“, das heißt nicht im Cocktailshaker oder Rührglas zubereitet. Gelegentlich wird noch ein Spritzer Zitronensaft hinzugefügt oder der Drink mit etwas Sodawasser verlängert.

## Varianten
In zahlreichen Varianten wird das simple Grundrezept um weitere Zutaten ergänzt. Beliebt sind Liköre: So wird ein Screwdriver mit einem Schuss Galliano zum Harvey Wallbanger.